# 大阪デジタルエクスチェンジ
大阪デジタルエクスチェンジ株式会社（おおさかデジタルエクスチェンジ、英: Osaka Digital Exchange Co.,Ltd.、略称：ODX）は、SBIホールディングス傘下の株式及びセキュリティトークン (電子記録移転権利)の私設取引システム（PTS）を運営する株式会社である。

## 概要
取引所を意味する「エクスチェンジ」と名乗っているが、金融商品取引法における金融商品取引所ではなく、金融商品取引業の第一種金融商品取引業者として登録されている。

### 事業所
- 大阪本社（本店登記）：〒530-0005 大阪府大阪市北区中之島三丁目2番18号[3]
- 東京本社：〒106-0032 東京都港区六本木三丁目1番1号 六本木ティーキューブ13階[3]

### 証券業登録と事業認可
- 金融商品取引業者 関東財務局長（金商）登録番号 第3328号[1][2]
- 私設取引システム運営業務[3]

### 加入協会
- 日本証券業協会（JSDA）[3]
- （賛助会員）一般社団法人 日本STO協会（JSTOA）[3]
- （賛助会員）一般社団法人 日本セキュリティトークン協会（JSTA）[3]

### 設立の背景
2020年10月1日、東京証券取引所（東証）の売買システム「arrowhead」で過去最悪の障害が発生し、全ての銘柄で売買が終日停止するという前例のない事態が発生した。福岡証券取引所（福証）・名古屋証券取引所（名証）・札幌証券取引所（札証）も同じ富士通のシステムを使っているため、終日売買ができなくなった。加藤勝信内閣官房長官（当時）は、取引所は経済活動にとって重要なインフラの一つであるとして、「取引の機会が制限されることであって、大変遺憾だ」と話し、1分、1時間でも早く復旧を求め、2度とこういう事態がないようにしないといけないと呼びかけた。菅義偉首相（当時）も「終日取引が行われず投資家の取引機会が制限されたのは大変遺憾だ。国際金融センター構築のためにも適切なインフラが構築されていくことが極めて重要だ」と述べた。11月30日、東証の宮原幸一郎社長（当時）は引責辞任に追い込まれ、金融庁は同日、日本取引所グループ（JPX）と東証に対して業務改善命令を出し、再発防止策の迅速な実施に加え、責任の所在を明確にするよう求めた。
SBIホールディングスの北尾吉孝社長は、「2度と起こらないようにすると言うが、3兆円の取引機会が無になったという事実自体が問題だ」とJPXを強く批判した。システム障害による取引の停止は海外市場でも起きているが、PTSが代替市場として機能したため、大問題にならなかったことを指摘し、証券市場の現物取引が東証に一極集中している現状を「何とかしないと駄目だ」と菅首相に訴えた。
2013年に東京証券取引所グループと大阪証券取引所（大阪取引所の前身）が経営統合し、JPXが発足したことにより、大証の現物市場が東証に統合されたため、東証の市場シェアは福証・名証・札証およびPTSを圧倒しており、その独占的な地位はさらに強固になった。北尾は「金融庁は東証寄りで、独占を助長するような施策を続けてきた」と述べ、東証による独占を容認している金融庁の対応も批判した。
北尾は、東京一極集中リスクが国際金融都市構想と密接に関係していると述べた。新型コロナウイルス禍などによって都市全体が機能不全に陥る例もあるため、東京以外の金融拠点の必要性を指摘しており、国際金融センターの誘致先として関西を支援している。北尾は、「首都機能型」の東京とは異なる「クロスボーダー型」の国際金融センターを大阪と神戸に誘致する構想を掲げ、その中核として堂島取引所とODXを位置付けている。北尾は、ODXの事業に取り組む意義として、国内では東京一極集中を脱し、グローバルでは大阪を国際金融都市として発展させていくことを目指すと述べている。

### 株式のPTS事業
SBIグループのジャパンネクスト証券（JNX）、Cboeグローバル・マーケッツ傘下のCboeジャパンに続く第3の私設取引システム運営会社として株式PTS事業に参入した。市場間の競争を促進し、投資家の最良執行の改善や株式の流動性向上に資することで、証券市場の持続的な発展に貢献することを目指している。
以前は日本のPTS市場で信用取引を行うことはできなかったが、金融庁が「金融商品取引業者等向けの総合的な監督指針」を改正し、2019年8月からPTSでの信用取引が解禁された。PTSを運営する金融商品取引業者が信用取引を取扱う場合は、「利益相反防止措置」と「自主規制措置」を講じなければならない。
- 利益相反防止措置：当該金融商品取引業者やそのグループ会社が実質的な資金・株券の提供者とならないようにすること等[18]。
- 自主規制措置：金融商品取引所の自主規制機能と同等の措置を講じること[18]。

PTS にかかる規制緩和が行われ、2010年7月の日本証券クリアリング機構（JSCC）における清算解禁により、取引後の決済が取引所と全く同じになったことや、信用取引がPTSでも可能になったことで、PTSの市場シェア増加につながっている。取引所取引に対するPTS取引の割合（売買代金ベース）の推移を見ると、信用取引の解禁前はJNX・Cboeジャパン・ODXの3社合計で5％程度だったが、2022年8月末時点では13.2％まで増えてきている。

### セキュリティトークンのPTS事業
ODXは「セキュリティトークン」と呼ばれるデジタル証券を取引する日本初の二次流通市場「START（スタート）」を開業した。セキュリティトークンとは、ブロックチェーンなどの分散型台帳技術(DLT)を用いて発行されたデジタル証券（トークン）のうち、 有価証券や不動産などの資産や価値の裏付けを有するものを指す。従来の有価証券がデジタル証券に代わることで、発行・流通・管理のコストが下がり、投資の小口化を実現できることへの期待から、新たな資金調達や投資の手段として注目され、年々発行金額が増加している。投資家が保有するセキュリティトークンを売却する場合、STARTの開業前までは、取得元の証券会社に買い取ってもらう等の方法に限られていた。また、新規発行時に取得できなかった投資家にとって、その後も当該セキュリティトークンを購入できる機会は限られていた。Security Token Offering（STO）に組織化された二次流通市場（セカンダリー・マーケット）の開業で、投資家同士の売買ができるようになり、適正な価格が形成され、流動性が向上するため、発行市場（プライマリー・マーケット）・投資市場の活性化が期待されている。
STOの発行市場は、ホテルや温泉旅館、物流施設などの不動産証券化が中心で規模はまだ小さいが、2023年12月に日立製作所が機関投資家向けに国内最大となる100億円のデジタル社債を起債するなど、裾野拡大の動きが出てきている。セキュリティトークンの発行・管理プラットホーム会社の「Progmat（プログマ）」によると発行残高は約1300億円だという。活発なセキュリティトークンの二次流通市場を運営することで、発行市場を活性化し、より利便性の高い資本市場を形成することを目指している。

### 大阪国際金融都市構想との関係
香港では、2019年逃亡犯条例改正案に反対する2019年-2020年香港民主化デモが発生した。中国政府はこれを弾圧するため、2020年に国家安全維持法を香港に適用し、「一国二制度」が事実上崩壊した。菅義偉内閣は、政情不安の香港に代わるアジアの金融センターを日本につくる「国際金融都市構想」を掲げた。菅義偉首相（当時）は、2020年10月5日に実施した日本経済新聞などのインタビューで、「海外から金融関係の人材を呼び込むことで市場の活性化が期待できる。税制上の措置や行政の英語対応、在留資格上の問題にスピード感をもって政府一体で取り組む」と話した。菅は「東京の発展を期待するが、他の地域でも金融機能を高めることができる環境をつくっていきたい」と述べ、東京・大阪・福岡の3都市で構想を推進していく。この構想を後押しするため、自民党の片山さつき参院議員と首都圏と大阪・福岡選出の議員ら計8人が発起人となり、国際金融都市構想の実現に向けた制度改正に取り組む「国際金融センター構想を応援する議員の会」を設立した。片山は、世界に冠たる金融都市を目指す東京、先物取引を扱う堂島取引所を中心とする大阪、アジアに近い福岡は、それぞれ「全く違う個性を持っている。おのおのの方向で発展させてほしい」と話し、「金融都市として3都市が挙がるのは良いことであり、強靱性が増す」として、都市機能の分散化と3都市の共存が国土強靭化の観点から望ましいとの考えを示した。　
大阪府と大阪市は、夢洲で2025年大阪・関西万博が開催され、統合型リゾート（IR）も計画されている機会を捉えて、世界中から大阪に投資を呼び込み、ビジネスチャンスを生み出すことで日本経済の成長をけん引する「大阪国際金融都市構想」を推進している。推進組織として、行政・経済界・各種団体で構成する「国際金融都市OSAKA推進委員会」が2021年3月に設立された。この委員会には、大阪取引所、堂島取引所、SBIホールディングス、ジャパンネクスト証券などが参画している。
2021年8月には、SBIホールディングスと大阪府・大阪市との間で事業連携協定が締結され、国際金融都市OSAKAの情報発信、金融リテラシー教育、スタートアップの成長支援などで協力することになった。SBIグループは、堂島取引所の総合取引所化に向けた全面支援、私設取引システム運営会社（PTS）「大阪デジタルエクスチェンジ」（ODX)の創設、フィンテック企業の集積地形成などにも取り組む。また、関西地域におけるSBIグループの事業拠点として、大阪市北区中之島3-2-18の住友中之島ビルにSBIホールディングス大阪本社を新設し、大阪デジタルエクスチェンジなどのグループ各社の大阪拠点を集約することを発表した。
2024年3月28日、「国際金融都市OSAKA推進委員会」の総会に出席した北尾は、会員制法人である福岡証券取引所（福証）を株式会社に改組して、SBIホールディングスが株主になり、ODXによる日本株のPTS市場と接続する構想を明かした。東証のシステム障害によって福証も売買停止に追い込まれる事態が再発するのを避けるため、福証が利用する売買システムをODXのものに置き換える構想である。大阪と福岡の連携を強化し、東京以外の国際金融センターを作る。

## 歴史

### 沿革
- 2021年（令和3年）4月1日 - 設立（本店登記：大阪府大阪市北区堂島二丁目2番2号）[38]。
- 2021年（令和3年）9月6日 - 本店を移転（東京都港区六本木三丁目1番1号）[38]。
- 2021年（令和3年）10月15日 - 第三者割当増資を発表[39][40]。
- 2022年（令和4年）4月18日 - 第一種金融商品取引業者として登録[1][2]。
- 2022年（令和4年）4月28日 - 関東財務局より、私設取引システム（PTS）運営に関わる認可を取得[41]。
- 2022年（令和4年）6月6日 - 私設取引所（PTS）を6月27日に開業すると発表[42][43]。
- 2022年（令和4年）6月27日 - 株式と上場投資信託（ETF）の売買を開始[44][45]。
- 2023年（令和4年）8月9日 - 本店を移転（大阪府大阪市北区中之島三丁目2番18号）[38]。
- 2023年（令和4年）11月2日 - Cboe Global Markets, Inc.、Virtu Financial, Inc.、Optiver Holdingの傘下企業が資本参加[46][47]。
- 2023年（令和4年）11月15日 - セキュリティートークンのPTS開設に必要な金融庁への登録・認可の変更手続きが完了[48][49]。
- 2023年（令和4年）11月16日 - セキュリティトークンの取引市場の名前を「START（スタート）」にすると発表[48][49]
- 2023年（令和4年）12月25日 - 「START」でセキュリティトークンの売買を開始[50][27][51]。

### 株式の取引市場の開業と増資
2021年4月1日にSBIグループ60%、三井住友フィナンシャルグループ40%の出資比率で設立された。
2021年10月15日には、SBI PTSホールディングス、三井住友フィナンシャルグループ、野村ホールディングス、大和証券グループ本社に対して、第三者割当増資を実施することが発表された。
2022年6月27日に株式と上場投資信託（ETF）の取引市場を開業した。
2022年7月27日には、ODX社長の朏仁雄とJNX代表取締役CEOの山田正勝が共同でPTSに関するウェビナー『市場インフラの一翼を担うPTS —基本的な役割と今後のビジネス展開について—』を開催した。PTS の基本的な役割と今後期待される機能、セキュリティトークンや外国株式など、非上場有価証券の取扱いを含めた今後のビジネス展開についてYouTubeで語った。司会は一般社団法人日本金融経済研究所代表理事の馬渕磨理子が務めた。
2023年10月25日、SBIホールディングスは、米国3大取引所の1つであるCboeグローバル・マーケッツ傘下の Cboe Bats, LLCと覚書を締結し、両社が行うPTSの運営などの従来型の金融分野及びデジタル金融分野における業務提携の可能性について協議することで合意した。さらに、2023年11月2日には、Cboeグローバル・マーケッツ傘下の Cboe Worldwide Holdings Limited、バーチュ・ファイナンシャル傘下のVirtu Investments LLC、およびオプティバー傘下のOptiver PSI B.V.が、それぞれODXの株主となった。

### セキュリティトークンの取引市場の開業
2023年12月25日に「セキュリティトークン」の二次流通市場「START（スタート）」を開業した。
大阪市内で開かれたSTARTの開業セレモニーで、ODXの北尾会長は「投資家ニーズは十分にある。発行市場と流通市場が相まって、今後セキュリティトークンは新しい金融商品として個人投資家にも広く受け入れられ、飛躍的に発展し定着していくものと確信している」と述べた。続いて挨拶に立った大阪府知事の吉村洋文は、大阪は商人の町であり、堂島米会所はグローバルで見ても先物取引のパイオニアであったことに触れ、「ブロックチェーンを使ったデジタル証券の創出は、新しいことにチャレンジする大阪にふさわしい」とSTART開業を評価した。2025年大阪・関西万博を前に、国際金融機能の強化に向けたSTARTの果たす役割は非常に大きいと続けた。ODXの朏社長は、STARTに関する概要と展望を説明し、取扱銘柄について早期に「時価総額1000億円規模に拡大したい」としている。
STARTの上場第1号案件として、いちごとケネディクスが、それぞれ不動産を裏付けとするセキュリティトークン（ST）を発行する「公募型不動産STO」を実施した。いちご・三菱UFJ信託銀行・SBI証券が協業して発行・運営する「いちご・レジデンス・トークン－芝公園・東新宿・都立大学・門前仲町・高井戸・新小岩－（デジタル名義書換方式）」とケネディクス・SMBC信託銀行・大和証券が協業して発行・運営する「ケネディクス・リアルティ・トークン ドーミーイン神戸元町（デジタル名義書換方式）」が上場し、取引を開始した。いちごの長谷川拓磨代表執行役社長は「STARTの開始を通じて多くの投資家を呼び込み、小口化した不動産をより広く取り扱ってもらいたい」と要望し、「J-REITの時価総額は20兆円に上っており、STも同じように成長する」と期待を示した。ケネディクスの中尾彰宏執行役員は、ODXでのST売買開始は「グローバルの中でも最先端を走る日本のデジタル証券市場を象徴する」と強調し、ST流通市場における利便性と透明性の向上に加え、今後はステーブルコインとの決済連携などデジタル証券ならではの利便性を向上させていくことで、日本の投資環境が大きく変わると述べた。

## 株式PTS
ODXのPTSは、国内株式の現物取引とPTS信用取引を提供している。

### 営業日と取引時間
ODX PTSの営業日は、東京証券取引所（東証）と同じである。
取引時間は下記の通り。
- 現物取引：午前8時20分～午後4時
- PTS信用取引：午前9時～午前11時30分、午後0時30分～午後3時

### 取扱銘柄
東証に上場する株式やETF等のうち、ODX PTSで選定する銘柄を取引することができる。
新規上場銘柄については、新規株式公開（IPO）後、東証で初値が付いた後から取引対象となる。

### 注文執行条件
以下の種類の注文執行条件に対応している。
- IOC（Immediate Or Cancel）注文：発注時のみ有効とする指値注文。注文時点で約定成立可能な数量のみ執行され、未約定となった注文はキャンセルされる[64]。
- FOK（Fill Or Kill）注文：一括全量執行を条件とした指値注文。全量執行が即座にできない場合はキャンセルされる[64]。
- POST-ONLY注文：発注時に板に対当する注文がない場合に限り受け付けられ、対当する注文がある場合はキャンセルされる[64]。

### 値幅制限
原則として東証の基準価格および値幅制限を採用している。東証において制限値幅の拡大措置が実施された場合、ODX PTSにおいても、東証と同様の拡大が実施される。

### 市場参加者
公式ウェブサイトに掲載されている株式PTSの市場参加者は下記の通り。

#### 取引参加者
- エービーエヌ・アムロ・クリアリング証券株式会社（ABNアムログループ）
- 大和証券株式会社
- 株式会社SBI証券
- SMBC日興証券株式会社
- 立花証券株式会社

#### 取引参加者の要件
取引参加者は下記の要件の全てを充たしていなければならない。
1. 第一種金融商品取引業者として登録されていること
2. 株式会社日本証券クリアリング機構（JSCC）の現物清算参加者であること、または有価証券等清算取次を委託する現物清算参加者を指定していること
3. 東京証券取引所（東証）の取引参加者のうち、有価証券の売買を行うための取引資格を有していること

#### 相場情報配信会社
- ブルームバーグ・エル・ピー
- 株式会社QUICK
- リフィニティブ・ジャパン株式会社

## START

### 不動産関連証券化商品市場
国内の公募型不動産STOでは、小口で投資を行うことができるので、実物不動産には手が届かないが不動産投資に関心がある個人投資家をターゲットにしている。公募型のため有価証券届出書の作成が必要だが、個々の銘柄の投資対象になる物件が少ないため、J-REITよりも発行体が発行準備にかける期間が短く、2～3ヵ月で済む。目論見書は電子化されている。
| 上場日         | 銘柄略称                       | ISINコード   | STARTコード | プラットフォーム名 | 取扱証券会社      |
| -------------- | ------------------------------ | ------------ | ----------- | ------------------ | ----------------- |
| 2023年12月25日 | ＫＤＸＳＴドーミーイン神戸元町 | JP8000010002 | 1A0A        | ibet for Fin       | SBI証券、大和証券 |
| 2023年12月25日 | いちごＲＴ芝公園・東新宿他４件 | JP8000020001 | 1A0C        | Progmat            | SBI証券、大和証券 |
| 2024年5月24日  | いちごＲＴ西麻布・代々木他５件 | JP8000050008 | 1A0D        | Progmat            | SBI証券           |
| 2024年9月6日   | ＫＤＸＳＴ名古屋栄ビル         | JP8000060007 | 1A0F        | Progmat            | 東海東京証券      |
| 2024年9月18日  | トーセイＳＴ３市ヶ谷           | JP8000070006 | 1A0G        | Progmat            | 東海東京証券      |
| 2024年10月25日 | いちごＲＴ仲之町・小日向他５件 | JP8000080005 | 1A0H        | ibet for Fin       | 未定              |

### 営業日と取引時間
STARTの営業日は、原則、土日・祝日及び休日、年末年始（12月31日～１月３日）以外の日である。
STARTの取引は午前と午後のセッションで行われる。ただし、恣意的な価格操作の可能性を抑止するため、付け合わせ時刻前の1分間は、発注済みの注文の取消し、価格の変更、発注数量の変更ができない「No Cancel Period（NCP）」となっている。
| セッション   | 注文受付時間                       | 付け合わせ時刻 |
| ------------ | ---------------------------------- | -------------- |
| セッション１ | 午前10時00分00秒～午前11時29分59秒 | 午前11時30分   |
| セッション２ | 午後 0時00分00秒～午後 2時59分59秒 | 午後 3時00分   |

### 取引ルール
STARTの取引は、競争売買によって行われる。価格優先・時間優先の原則のもと、各セッションの付け合わせ時刻に板寄せを行うことにより、取引が成立する板寄せ方式となっている。価格優先の原則とは、売り注文は最も値段の低い注文が優先し、買い注文は最も値段の高い注文が優先する原則である。時間優先の原則とは、同じ値段の注文について、先に出された注文を優先する原則である。

### 市場参加者
公式ウェブサイトに掲載されているSTARTの市場参加者は下記の通り。

#### 取引参加者
- 株式会社BOOSTRY： サポーター、ブロックチェーン・プラットフォーム「ibet for Fin」の運営者[50]
- 大和証券株式会社： スタンダード（A）
- 三菱UFJ信託銀行株式会社: サポーター、ブロックチェーン・プラットフォーム「Progmat（プログマ）」の運営者[50][74]
- 株式会社SBI証券： スタンダード（A）
- 東海東京証券株式会社：スタンダード（A）
- 野村證券株式会社（2024年中 参加予定）： スタンダード（A）
- SMBC日興証券株式会社（2024年中 参加予定）： スタンダード（A）

#### 取引参加資格
- スタンダード（A）：セキュリティトークンの売買取引、清算・決済（英語版）を行うための取引資格を有する。クオサイ取引参加者からの清算・決済委託を受託することができる。
- スタンダード（B）：セキュリティトークンの売買取引、清算・決済を行うための取引資格を有する。 クオサイ取引参加者からの清算・決済委託を受託することはできない。
- クオサイ：セキュリティトークンの売買取引を行うことができるが、清算・決済をスタンダード（A）資格の取引参加者に委託する。
- サポーター：セキュリティトークン等の移転記録を行うネットワーク及び移転記録をサポートする機能を提供する。

#### 相場情報配信会社
- リフィニティブ・ジャパン株式会社